# USS Foote (DD-511)
Pour les autres navires du même nom, voir USS Foote.
L'USS Foote (DD-511) est un destroyer de la classe Fletcher en service dans la Marine des États-Unis pendant la Seconde Guerre mondiale. Il a été nommé en l'honneur du contre-amiral (rear admiral) Andrew Hull Foote (1806-1863), qui a servi pendant la guerre de Sécession.

## Construction
Sa quille est posée le 14 avril 1942 au chantier naval Bath Iron Works de Bath, dans l'état du Maine. Il est lancé le 11 octobre 1942; parrainé par Mme J. C. Aspinwall, petite-fille de l'amiral Foote et mis en service le 22 décembre 1942, le commandant (commander) Bernard L. Austin aux commandes.

## Historique

### Seconde Guerre mondiale

#### 1943
En avril, le Foote a reçu un nouveau capitaine, le commander Alston Ramsay. Après avoir escorté un convoi à Casablanca entre le 1er avril et le 9 mai, le Foote se prépare pour le service dans le Pacifique et, le 28 juin, il arrive à Nouméa, en Nouvelle-Calédonie, pour rejoindre le 23e escadron de destroyers (Destroyer Squadron 23 - DESRON 23). Au cours des trois mois suivants, il escorte des convois de Nouméa à Guadalcanal, Efate, Espiritu Santo, Vella Lavella et Rendova. Du 27 au 29 septembre, il chasse les barges japonaises évacuant des troupes de Kolombangara, et la dernière nuit, il attaque un tel groupe, en coulant probablement deux. Pendant que le destroyer USS McCalla (DD-488) s'efforçait de corriger un problème de direction cette nuit-là, le Foote a chassé un avion japonais isolé, puis s'est tenu aux côtés du McCalla' et du USS Patterson (DD-392) après leur collision, jusqu'à ce qu'un remorqueur arrive sur les lieux.
Faisant escale à Vella Lavella le 1er octobre avec un convoi de bâtiments de débarquement de chars Landing Ship Tank  (LST) qu'il avait rejoint en mer, le Foote a participé à la lutte contre une attaque aérienne ennemie plus tard dans la journée, endommageant au moins un avion. Il a escorté les LST jusqu'à Guadalcanal, retournant au service des convois jusqu'à ce qu'il couvre les débarquements sur les îles du Trésor les 26 et 27 octobre. Il a quitté la baie de Purvis le 31 octobre pour bombarder l'île Buka et les Shortlands, neutralisant les terrains d'aviation ennemis afin d'empêcher toute opposition aérienne aux débarquements de Bougainville. Alerté du mouvement d'une force opérationnelle ennemie, le Foote a établi le contact par radar tôt le matin du 2 novembre, et dans la bataille de la baie de l'Impératrice-Augusta qui a suivi, il a été touché par une torpille ennemie qui a soufflé sa poupe, alors que les autres navires de sa division lançaient les attaques à la torpille qui ont permis de couler deux navires japonais et de faire reculer l'assaut prévu par la force opérationnelle japonaise sur les navires au large de Bougainville. Avec 19 morts et 17 blessés, les hommes du Foote ont maintenu leur navire à flot malgré l'arrêt des deux moteurs, la perte du contrôle de la direction et l'inondation du pont principal à l'arrière. Ils ont également armé leurs canons pour endommager au moins une vague d'avions japonais qui ont attaqué les navires américains le lendemain matin. Le 4 novembre, le navire a été remorqué vers la baie de Purvis pour y être réparé.

### 1944-1946
De retour à San Pedro, en Californie, le 4 mars, remorqué par le remorque SS Gulf Star, le Foote est réparé et modernisé. Entre le 6 août et le 24 octobre, il a servi de navire-école pour les équipages de pré-mise en service des nouveaux destroyers, au départ de San Francisco. De nouveau prêt pour l'action, il a traversé le Pacifique jusqu'à Kossol Roads, où il est arrivé le 13 novembre pour se joindre à l'écran d'une force de porte-avions assurant la couverture aérienne des convois en provenance de l'île de Manus pour renforcer les troupes à Leyte. Le Foote s'est ravitaillé à Manus du 27 novembre au 9 décembre, puis a fait route vers Leyte, où il est arrivé le 13 décembre.
Le Foote a pris la mer le 19 décembre pour garder un convoi vers Mindoro, qui a été attaqué plusieurs fois par des kamikazes. Le destroyer en endommage au moins un, et sauve les survivants de deux LST qui ont été touchés. De retour à Leyte le 24 décembre, il se prépara à l'invasion de Lingayen, pour laquelle il appareilla en projetant des forces amphibies le 4 janvier 1945. Avant le débarquement du 9 janvier, il a essuyé plusieurs attaques aériennes ennemies et bombardé les plages. Après un voyage rapide jusqu'à Leyte pour escorter un convoi de ravitaillement, le Foote a effectué des missions de protection et de patrouille dans le golfe de Lingayen jusqu'à son retour à Leyte le 31 mars.
Le destroyer a effectué des missions d'escorte et d'entraînement entre Leyte, Manus et Morotai jusqu'au 13 mai 1945, date à laquelle il a quitté Leyte pour une mission de piquet radar au large d'Okinawa. Au cours des nombreuses attaques aériennes ennemies pendant qu'il était en poste, on lui attribue le mérite d'avoir abattu au moins un avion, et deux hommes ont été blessés par l'effet d'un tir manqué le 24 mai. Il participe aux débarquements du 3 au 6 juin à Iheya Shima, et à ceux du 9 juin à Aguni Shima, et patrouille au large d'Okinawa jusqu'à son départ le 10 septembre pour la côte est des États-Unis. Arrivé à New York le 17 octobre 1945, le Foote a été désarmé le 18 avril 1946.

### Destin
Le Foote a été rayé du registre des navires de la marine (Naval Vessel Register) le 1er octobre 1972 ; il a été vendu le 2 janvier 1974 et mis à la ferraille.

## Décorations
Le Foote a reçu 4 battles stars pour son service pendant la Seconde Guerre mondiale.